# Accha (distrito)
O distrito peruano de Accha é um dos 9 distritos da Província de Paruro, situada no Departamento de Cusco, Peru.

## Transporte
O distrito de Accha é servido pela seguinte rodovia:
- CU-129, que liga o distrito de Livitaca à cidade
- CU-117, que liga o distrito de Checacupe à cidade de Cusco[1][2][3]